# Carska bara
Carska Bara (srbska cirilica Царска Бара ali Carski ribnik ) je največje posamično barje v Srbiji, v občini Zrenjanin. Skupaj s sosednjim ribnikom Stari Begej (stari rokav reke Begej) tvori posebni naravni rezervat Carska bara (Специјални резерват природе "Царска бара").

## Lega
Carska Bara je 17 kilometrov južno od mesta Zrenjanin, v zahodnem osrednjem delu srbskega Banata, blizu izliva reke Begej v Tiso. Južno mejo omejuje zadnji, plovni odsek Begeja pred izlivom v Tiso (temu sledi cesta Beograd-Zrenjanin), na severu pa so obsežni ribniki Ečka, največji v Srbiji in drugi največji v Evropi. Celotno barje pripada občini Zrenjanin.

## Zgodovina
Čeprav je v trikotniku velikih mest Beograd-Novi Sad-Zrenjanin (največja mesta v Srbiji, Vojvodini in srbskem Banatu), so vsa naselja v okolici Carske bare manjša, od 1500 do 6000 prebivalcev. Najbližji naselji sta Perlez, v južnem kotu, na Begeju, in Belo Blato, vzhodno od barja, na južni obali ribnika Ečka. Na severu so vasi Lukino Selo, Ečka in Stajićevo, medtem ko je Knićanin jugozahodno od nje. Mesto Titel je tik čez most na Tisi. Galerija slikarske kolonije Ečka je na severnem robu barja.
Zgodovina človeštva v okolici Carske bare sega 4000 let pred našim štetjem, z odkritimi kolišči pri Mužlji (Batka) in Titelu (Kalvarija). Po legendi je barje dobilo ime po hunskem kralju Atili, drugi viri pa trdijo, da je barje dobilo tako ime zaradi avstrijskih cesarjev, ki so nekoč lovili na tem območju. Grof László Lukács je imel na tem območju nekaj zemljišč in je člane avstrijske kraljeve družine pogosto vabil na lov. Med njimi sta bila tudi kneza Rudolf in Franc Ferdinand.

## Geografija
Celotno, fizično povezano mokrišče Carske bare pokriva površino 11 km², celoten sistem pa sestavljajo trije ribniki (Carska, Perleska in Tiganjica), ki jih povezuje 8 km dolg kanal Starega Begeja, nekdanji pritok reke Begej. Razteza se 9 km vzdolž Begeja (približno od njegovih 4 do 15 km). Do leta 1964 je bil Stari Begej reden del reke Bege, plovne, naravno tekoče reke. Tega leta so začeli kopati nov kanal Bega, ki je postal del zalitega sistema prekop Donava–Tisa–Donava. Nekdanja reka je postala mrtvica, poimenovana Stari Begej in sčasoma postala blatna in močvirna.
Mokrišče je sestavljeno iz številnih manjših vodnih teles: rek, kanalov, jezer in ribnikov, poraslo s trstičevjem, vrbovjem in ločjem (Juncus) ter je znano po svoji barvni pestrosti. Osrednji, jezerski del je znan po modri, čisti vodi, medtem ko so okoliška slana močvirja bele in rumene barve, vse znotraj zelenih gozdov. Carska bara je bila prej sestavljena iz manjših in večjih močvirij, sčasoma pa se je v bistvu spremenila v kompleks begejskih meandrov, ki se naravno krajšajo in ožijo, barje pa se v primerjavi s strugo vse bolj nagiba.
Reka Begej je na tem območju globoka 2 do 3 m, medtem ko je samo barje globoko le 80 cm.

## Rastlinstvo in živalstvo

### Rastlinstvo
Nekatera vodna območja so prekrita z ribniškimi algami. V mokrišču živi veliko redkih in avtohtonih rastlin, veliko pa je tudi vnesenih. Nekatere predstavnice vodnih rastlin so vodna praprot (Salviniales), beli lokvanj (Nymphaea alba), lutejo (Nuphar lutea), rumeni blatnik in kukavičnica Anacamptis laxiflora. Travniške rastline so: svinčenica (Plumbago), rman, pravi pelin, slez (Malveae) in travniška kadulja, močvirske rastline pa: kobulasta vodoljuba (Butomus umbellatus), rumeni iris (Iris pseudacorus), sladika (Glyceria), pravi kolmež (Acorus calamus), rogoz itd.
Skupaj je v rezervatu registriranih okoli 500 rastlinskih vrst, vključno z redkimi ali zavarovanimi vrstami, kot so: pomladanski zajčji mak (Adonis vernalis), šentjanževka, trizoba kukavica (Orchis) in zlatica. Ohranjene so kolonije starih vrbovnikov, gozdovi črnega topola in ostrolistnega jesena (Fraxinus angustifolia). Redki so primerki hrasta doba. Hrast je bil nekoč močno posekan, vendar se je njegovo število začelo povečevati po zavarovanju območja leta 1955.
Glavna invazivna vrsta je vodni orešek (Trapa natans). S svojimi konicami se zasidra na dno ribnikov in raste izjemno hitro ter iz vode črpa velike količine kisika. Da bi se izognili množičnemu poginu rib, rastlino redno režejo z dna.

### Živalstvo
V Carski bari in bližnji reki Begej je 24 različnih vrst rib. Kalne vode so idealne za evropsko ščuko. Tu so tudi kolonije smuča, ki uspeva v različnih vodah (bolj čistih, kamnitih, peščenih). Ostale so še iz obdobja pred letom 1964, ko je bil Stari Begej »živa reka«, po kateri je plaval. Po preobrazbi v mrtvico je populacija smuča ostala v njem in se prilagajala novemu okolju.
Številne so tudi dvoživke (navadni močerad, zelena žaba) in plazilci (martinček, močvirska sklednica). Kljub močvirju je v Carski bari opazna odsotnost komarjev, kar lokalni biologi pripisujejo velikemu številu žab. Tako žabe kot paglavci se posladkajo z ličinkami komarjev, tiste, ki se uspejo izleči, pa pojejo žabe in 18 vrst kačjih pastirjev.
Številne so tudi žabe in kače. Močvirske sklednice so strogo zaščitene in veljajo za »čistilke« barja, saj nobena druga žival (ptice, kače) ne jedo mrtvih rib.
Carska bara je najbolj znana po bogatem ptičjem svetu, katerega prva ornitološka raziskovanja so se začela v poznem 19. stoletju. Na tem območju je zabeleženih 240 vrst ptic. Uspevajo kolonije čapelj (siva čaplja, mala bela čaplja, kvakač) in kormorani (tudi pritlikavi kormoran). Druge vrste so kanja, skobec, žličarka (Platalea leucorodia), rjavi lunj, močvirski lunj, rdečevrata gos (Branta ruficollis), ribji orel, siva gos, štorklje in kljunači itd. Približno 110 vrst ptic je selivk.
Čaplje veljajo za najpomembnejše za ekosistem. Gnezdijo v velikih kolonijah, ki jih glede na številčnost rib in njihovo uspešno drstenje občasno selijo z enega lokaliteta v rezervatu na drugega. Število čapelj se od sezone do sezone zelo razlikuje. Do konca 20. stoletja se je njihovo število razlikovalo od nekaj sto gnezd do več kot 10.000. V Carski bari najdemo vseh 10 vrst čapelj, ki živijo v Srbiji, zato so čaplje postale simbol mokrišča. Približno 50.000 večjih beločelih gosi (Anser albifrons) vsako leto preživi december-januar v Carski bari na svojem potovanju iz Sibirije v južno Evropo, preko Karpatov.
Druge ptice so belolična čigra (Chlidonias hybrida), tukalice, labodi, orel belorepec, raca kostanjevka (Aythya nyroca), 8 vrst čapelj, galebi in pelikani, medtem ko imajo kolonije kormoranov 3000 osebkov. Domneva se, da tako veliko število ptic dejansko preprečuje, da bi barje pozimi zmrznilo.[10] Labodi v rezervatu kažejo agresivno vedenje, napadajo gnezda vseh drugih ptic, razen velike beločele gosi selivke.[4]
V bližnjih ribnikih Ečke se poskušajo hraniti številne ptice, med njimi vodomci (Alcedinidae) in kormorani. Ribjo populacijo zmanjšujejo predvsem kormorani, zato ptice iz ribnikov preganjajo s plinskimi topovi. Ocenjuje se, da bi samo kormorani dnevno pojedli več kot dve toni rib, če jih ne bi pregnali. Kolonija kormoranov v Carski bari je bila opisana kot »prizorišče grozljivk«, kjer so drevesa posušena od njihovih iztrebkov, naokrog pa se širi močan vonj po amonijaku.
Orli belorepci so na vrhu prehranjevalne verige v mokriščih. So tudi največje ptice z razponom kril 2,5 m in težo 7,5 kg. Znano je, da lovijo čaplje. Leta 2022 so v rezervatu opazili ribjega orla in orla kačarja.
Raznolikost sesalcev predstavljajo: vidra, evropska tekunica, divja mačka, gozdna voluharica (Myodes glareolus)  in tudi divja svinja, srnjad,navadna lisica, poljski zajec, pižmovka, netopirji, pravi ježi, navadni krt, podlasice, hrčki, evropski dihur itd. Vidre so pod strogim varstvom. Zaščitene so tudi divje svinje, vendar se je sčasoma njihovo število močno povečalo, saj v Carski bari nimajo naravnih sovražnikov. Začele so divjati izven rezervata in močno poškodovale pridelke, predvsem v vasi Belo Blato. Stanovalci so tožili državo za odškodnino, a izgubili. Namesto tega jim je država izdala dovoljenje za usmrtitev določene kvote živali, če jih ujamejo na njihovih poljih.

## Naravni rezervat
Posebni naravni rezervat Carska bara je bil razglašen leta 1955, njegov status pa je bil spremenjen leta 1995. Obsega območje 16,76 km², širše od same Carske bare. Za Ramsarsko območje je bil razglašen 25. marca 1996. Ribogojnica Ečka je bila imenovana z Uredbo vlade Republike Srbije za upravnika in upravitelja Posebnega naravnega rezervata Carska bara ("Uradni list RS" št. 56/94, 86/05 in 46/2011). Ramsarsko zavarovano območje obsega mrtvico Stari Begej in vse tri ribnike: Tiganjico, Perleško in Carsko, ki pokrivajo površino 4726 ha.
Hotel Sibila je bil odprt ob vhodu v rezervat. Sezona obiskov traja od maja do oktobra, število obiskovalcev pa je omejeno na 15.000 na leto.Plovba po ribnikih je prepovedana, po Starem Begeju pa je dovoljena.

### Polemike

#### Ribniki
Stanje rezervata se je od leta 2001 postopoma slabšalo. Ribogojnica "Ečka" je bila privatizirana in prodana podjetju "Mirotin" iz Vrbasa, vzdrževanje rezervata pa se je skoraj takoj ustavilo. Poleg tega se ribniki "Ečka" raztezajo neposredno severno od Carske bare in veljajo za največje onesnaževalce barja. Mesto Zrenjanin je ustanovilo poseben ekološki zavod "Naravni rezervati" in od leta 2014 zahteva od državne vlade, da spremeniti sklep o upravljanju rezervata, češ da ni logično, da največji onesnaževalec upravlja rezervat, da je pokrajinska vlada Vojvodine zagotovila sredstva za poglabljanje kanalov, a to ni bilo storjeno in da so menedžerji podjetja odkrito izjavili, da nimajo ne strokovnjakov ne interesa, da bi se ukvarjali z ohranjanjem barja. V avgustu 2017 je bila turistična plovba z ladjico po barju prekinjena, saj so se kanali zamuljili, zaradi nevzdrževanja, ki onemogoča plovbo.
"Ečka" je trditvam oporekala, češ da skrbijo za rezervat, ga pravilno vzdržujejo in hranijo ribnik s sladko vodo iz svojih ribnikov in jo črpajo iz Tise, ki je približno 25 km zahodneje. Trdijo tudi, da je čolnarjenje začasno zaprto zaradi nizkega vodostaja, ki ga je povzročila velika suša leta 2017. Lokalni okoljevarstveniki trdijo, da suša ni edini razlog. Trdijo, da ribnik, čeprav ga zakon zavezuje, ne spremlja nihanja vode. Spomladi bi ribnik moral napolniti Carsko baro s sladko vodo in omogočiti drst, a tega ne storijo. Jeseni pa spuščajo onesnaženo odpadno vodo v ribnik. S tem zmanjšajo drst, blokirajo naravno nihanje vode in ribnik napolnijo z blatom. Tako se občutljiva flora in favna hitro spreminjata in hitro izumirata.
Avgusta 2019 so lokalne okoljevarstvene skupine ponovno zaprosile za zamenjavo skrbnika rezervata, saj je po dveh desetletjih zanemarjanja stanje slabo in se samo še slabša. Zasebnemu lastniku ribnikov država naloži tudi nalogo vzdrževanja rezervata. Ker je rezervat pokopan pod muljem, se bo Carska bara v bližnji prihodnosti iz močvirja spremenila v stepo. Stari Begej v sušnem obdobju že zdaj ni ploven, edino potrjeno gnezdišče divjih gosi je uničeno, trstičje in vrbe že rastejo na nanesenem mulju, okoli 50 vrst ptic pa se je izselilo iz rezervata.
Problem je tudi lokalno prebivalstvo in poskusi nezakonitega ribolova v rezervatu, saj je ribolov prepovedan. Oskrbnik je bistveno zmanjšal število redarjev. 

#### Požar 2018
14. oktobra 2018 je zaradi kurjenja strnišča, ki je prepovedano, a precej pogosto ob koncu žetvene sezone, izbruhnil ogromen požar, ki ga je spodbudil močan veter. Razširil se je na 800 ha, ko je zajel trstičevje, travo in podrast ob reki Begi. Najbolj prizadet je bil odsek Tiganjica. Čeprav je bil požar pogašen do 16. oktobra, je ob neprekinjenem tlenju v naslednjih dneh zgorelo več sto hektarjev rezervata.
Za ptičje življenje pa ni bilo skrbi, saj se je večina ptic selivk že odselila, pa tudi piščancev ni bilo zaradi pozne sezone. Edina razgledna točka v rezervatu, ki je bila lesena, je pogorela do tal. 81-letni moški je bil pozneje aretiran zaradi povzročitve požara. Minister za varstvo okolja Goran Trivan je povedal, da je na koncu požar zajel skupno 805 ha rezervata. Dodal je, da obstaja nekaj umetnih načinov za revitalizacijo poškodovanega terena. Šele leta 2022 je območje začelo vidno okrevati in ptice so se vračale v večjem številu.

### 2020-ta
Po skoraj 30 letih prerivanja moči med okoljevarstveniki in oblastmi je bil leta 2022 pravni status rezervata spremenjen, skrbnik pa je postal zavod "Naravni rezervati" iz Zrenjanina. Inštitut je bil ustanovljen posebej za upravljanje rezervata. To je omogočilo revitalizacijo območja, ki je s časom propadlo. Deli rezervata so postali »močno degradirani«, Tiganjica kal se je izsušila, Perleški kal pa zmanjšal na 30 % prvotne velikosti. Načrtuje se poglabljanje reke Stara Bega v celotnem toku, da bo spet postala plovna za turistične ladje. Vodne črpalke za gašenje nadaljnjih požarov so postavili skozi rezervo. Odvajanje odpadnih voda iz ribnikov je bilo prekinjeno, čeprav bo trajalo nekaj let, da se ekosistem oživi, in okrepili nadzorniško službo. Gradnja sistema razglednih točk, razglednih stolpov, otroških igrišč in turističnih objektov se bo začela leta 2022.